# Armando Alanís Canales
Armando Alanís Canales (Saltillo, 1956) es un escritor, investigador y profesor mexicano.

## Biografía
Nacido en Saltillo, Coahuila, obtuvo una licenciatura en comunicación social por la Universidad Anáhuac, posteriormente realizó estudios de posgrado en filología hispánica por la Universidad Complutense de Madrid en España. En 2001 obtuvo la beca para creadores con experiencia otorgada por el Instituto Coahuilense de Cultura.
Se desempeña como profesor e investigador de tiempo completo en la Academia de Creación Literaria de la Universidad Autónoma de la Ciudad de México (UACM). Ha sido director de la revista Eureka y coordinador de talleres de cuento y novela en ciudades como Saltillo y Chilpancingo. Así mismo ha colaborado en múltiples publicaciones como Biblioteca de México, Laberinto, La Gaceta del Fondo de Cultura Económica, La Jornada Semanal, Letras Libres, Sábado y Semanario, entre otras.
Ha publicado numerosos libros de narrativa, cuento, novela, poesía, y parte de su obra se encuentra en múltiples antologías. Entre sus publicaciones destacadas se encuentran: La mirada de las vacas (1994), Alma sin dueño (2003), La vitrina mágica (2007), Las lágrimas del centauro (2010), y Sirenas urbanas (2018). Dos cuentos de su primer libro fueron traducidos al rumano y publicados en la revista Convorbiri Literare.

## Publicaciones seleccionadas

### Antologías
- Beatriz Espejo (Coord.) (2016). El vuelo del colibrí : antología de la prosa breve mexicana. México, D. F.: Editorial Ink. ISBN 9786079351939.
- García Jolly, Victoria; Ortiz Soto, José Manuel; Tena, Paola (2020). Lotería mexicana: canto de minificción. Aguascalientes, México: Universidad Autónoma de Aguascalientes. ISBN 9786078714858.

### Cuento
- Alanís, Armando (1994). La mirada de las vacas (Primeraición edición). México: Perros Bravos Editores. ISBN 9789709135206.
- Alanís, Armando (2018). Sirenas urbanas. Monterrey: Universidad Autónoma de Nuevo León / Posdata (La Hormiga Iracunda). ISBN 9786072708679.

### Novela
- Alanís Canales, Armando (2003). Alma sin dueño (1. edición). México, D.F: Consejo Nacional para la Cultura y las Artes, CONACULTA. ISBN 9789703501656.
- Alanís, Armando (2007). La vitrina mágica (1. edición). Saltillo, Coahuila: Instituto Coahuilense de Cultura : Editorial Aldus, S.A. ISBN 9789707141384.
- Alanís, Armando (2010). Las lágrimas del Centauro (Primeraición edición). Mexico, D.F: MR Ediciones. ISBN 9786070705052.</ref> y Sirenas urbanas (2018).

### Poesía
- Alanís, Armando (2015). Narcisco, el masoquist (Primeraición edición). México, D.F: Cuadrivio. ISBN 9786079330415.